# Vemathambema elongata
Vemathambema elongata är en kräftdjursart som beskrevs av Menzies 1962C. Vemathambema elongata ingår i släktet Vemathambema och familjen Echinothambematidae. Inga underarter finns listade i Catalogue of Life.